# ピメント

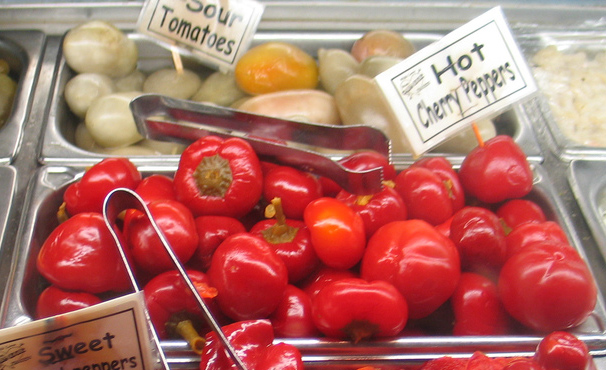
ピメントのピクルス

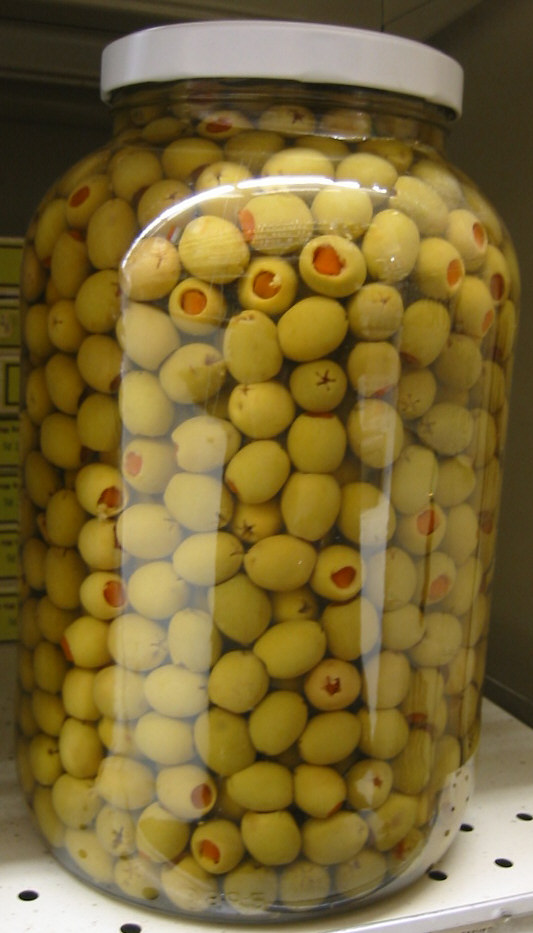
ピメントを詰めた緑色のオリーブ

ピメント(Pimiento)は、大きくて赤いハート形のトウガラシの種類である。長さ7 - 10センチメートル、幅5 - 7センチメートルの大きさである。
ピメントの果肉は甘くて水気が多く、他のトウガラシよりも香りが強い。Floral Gem やSanta Fe Grande等、辛味のある品種もある。生のまままたはピクルスにして食べる。全てのトウガラシのうち、スコヴィル値が最も低いものの1つである。

## 用語
Pimientoという言葉は、元々スペイン語で、借用語として英語に取り入れられた。ポルトガル語のPimentoまたはPimentãoはピーマンを意味し、英語で意味するところとは異なる。ポルトガル及びアフリカやアジアのポルトガル語圏では、Pimentaという言葉はコショウまたはトウガラシを意味する（ピリピリまたはマラゲータペッパーとしても知られる）が、ブラジルではPimentaはトウガラシのみを意味し、Pimenta-do-reino（王国のトウガラシ）がコショウを表す。英語でいうところのピメントのことは、ブラジルでは、pimenta pitangaという。

## 詰め物
甘いピメントは、スペイン料理でよく見られる緑色のオリーブの赤色の詰め物の中身に使われる。伝統的には、ピメントを手で小さくちぎり、バランスを考慮しながら手でオリーブの中に詰める。人気の料理でありながら、この製法は、非常にコストも時間もかかるものであった。産業化以降の時代では、切りそろえられたピメントを油圧ポンプでオリーブの一端に打ち込んで作られるようになった。

## その他の利用
他には、ピメントチーズを作るのに使われる。またサンドイッチ用のピメントローフの材料にもなる。